# Nyírábrány
Nyírábrány è una città dell'Ungheria di 3 983 abitanti (dati 2001). È situata nella contea di Hajdú-Bihar.